# Fytoncid
Fytoncid (řidčeji též fytoncium) je léčivo rostlinného původu – látka nebo droga, která brání růstu mikroorganismů (rostlinné antibiotikum).
Tyto látky v rostlinách plní obrannou funkci. Využívají se např. alicin (z česneku), různé silice apod.